# Монтања ди Басо (Потенца)
Монтања ди Басо (итал. Montagna di Basso) је насеље у Италији у округу Потенца, региону Базиликата.
Према процени из 2011. у насељу је живело 21 становника. Насеље се налази на надморској висини од 553 м.